# 北道门街道
北道门街道，是中华人民共和国河南省開封市龙亭区下辖的一个乡镇级行政单位。

## 行政区划
北道门街道下辖以下地区：
里城社区、游梁祠社区和北道门社区。